# Schlacht von Stoke
St Albans – Blore Heath – Ludlow – Northampton – Wakefield – Mortimer’s Cross – St Albans – Ferrybridge – Towton – Hedgeley Moor – Hexham – Edgecote Moor – Losecote Field – Barnet – Tewkesbury – Bosworth Field – Stoke
Die Schlacht von Stoke fand am 16. Juni 1487 statt und war die letzte Schlacht der Rosenkriege. Sie fand statt zwischen den Truppen des Königs Heinrich VII. und einer Armee von Yorkisten unter dem Befehl von John de la Pole, Earl of Lincoln. Die yorkistische Armee wurde in der Schlacht vernichtet.

## Vorgeschichte
Heinrich VII. aus dem Hause Tudor – über seine Mutter mit dem Haus Lancaster verwandt – war nach seinem Sieg in der Schlacht von Bosworth (1485) und dem dortigen Tod des Königs Richard III. zum König von England geworden. Durch die Heirat mit der Erbin des Hauses York, Elizabeth of York, war von dieser Seite kein Widerstand mehr zu erwarten. Seine Macht war allerdings noch nicht gefestigt. Er hielt daher den einzigen männlichen Erben des Hauses York, den ersten Cousin der Königin, Edward Plantagenet, 17. Earl of Warwick (Sohn von George Plantagenet, 1. Duke of Clarence), im Tower of London gefangen.
Der Betrüger Lambert Simnel, der sich für Edward Plantagenet ausgab, erregte die Aufmerksamkeit von John de la Pole, Earl of Lincoln, der sich eben erst mit dem König  versöhnt hatte.  Lincoln war von seinem Onkel Richard III. zum königlichen Erben ernannt worden und hatte damit ebenfalls Anspruch auf den Thron. Er hatte wahrscheinlich keinen Zweifel an Simnels wahrer Identität, sah jedoch eine Gelegenheit zur Rache.
Am 19. März 1487 floh Lincoln vom englischen Hof und ging an den Hof von Mechelen, wo seine Tante Margarete von Burgund lebte. Margarete unterstützte ihn finanziell und militärisch in Form von 1.500 deutschen und schweizerischen Söldnern, die vom deutschen Kommandanten Colonel Martin Schwartz angeführt wurden. Bei Malines stießen einige englische Rebellen zu Lincoln: Lord Lovell, der Richard III. immer loyal unterstützt hatte, Sir Richard Harleston, der frühere Gouverneur von Jersey, und Thomas David, ein Kapitän des englischen Stützpunktes in Calais.

## Feldzug
Die Yorkistische Flotte setzte Segel und kam am 4. Mai 1487 in Dublin an. Mithilfe von Thomas FitzGerald of Laccagh, Lord Chancellor von Irland, rekrutierte Lincoln dort 4.500 Söldner. Mit der Unterstützung des irischen Adels und der Geistlichkeit krönte Lincoln am 24. Mai 1487 in Dublin Lambert Simnel zu ‚König Eduard VI‘. Lincoln hatte jedoch nicht die Absicht, in Irland zu bleiben, sondern segelte mit der gesamten Armee nach Lancashire.
Nach der Landung am 4. Juni 1487 wurde er von lokalen Truppen unter der Führung von Sir Thomas Boughton verstärkt. In dem darauffolgenden Marsch legte die inzwischen etwa 8.000 Mann starke Yorkistische Armee in 5 Tagen etwa 200 Meilen zurück und erreichte in der Nacht des 10. Juni Tadcaster, wo sie unter der Führung von Lovell 400 von Lord Clifford befehligte Lancastrianer attackierten und besiegten.
Lincoln manövrierte daraufhin die nördliche Armee von König Heinrich unter dem Kommando von Henry Percy, 4. Earl of Northumberland, und John, Lord Scrope, aus, indem ein kleiner Teil seiner Truppen eine Attacke auf das Stadttor Bootham Bar in York am 12. Juni vortäuschte. Lord Scrope zog nach Norden und nahm Percys Truppen mit sich.
Lincoln und der Hauptteil der Armee jedoch zogen nach Süden. Vor Doncaster traf er auf die Lancastrianische Kavallerie unter Lord Scales. Es folgten drei Tage Geplänkel im Sherwood Forest. Lincoln zwang Scales zurück nach Nottingham. Der Kampf hatte die Armee des Hauses York geschwächt, dies erlaubte König Heinrich, seine Truppen zu verstärken, was unter Lord Strange am 14. Juni in Nottingham geschah. Am 15. Juni bewegte sich König Heinrich nach Nordosten in Richtung Newark. Dort erhielt er die Botschaft, dass Lincoln den Trent überquert hatte. Um etwa 9 Uhr morgens am 16. Juni trafen die Truppen von König Heinrich auf einer Hügelkuppe auf die Armee der Yorkisten.

## Ablauf der Schlacht
Heinrichs Armee war in drei Abteilungen gegliedert. Der König überließ die Führung der Schlacht wie zuvor in Bosworth dem Grafen von Oxford. Die Yorkisten wurden mit Langbogen beschossen und sahen sich gezwungen, ihre taktisch günstigere Position auf der Anhöhe zu verlassen und die Vorhut Heinrichs anzugreifen. Die Schlacht dauerte drei Stunden. Nachdem es den Yorkisten nicht gelungen war, im ersten Ansturm die Linie ihrer Gegner zu durchbrechen, gab die Abnutzung ihrer Armee, insbesondere der irischen Truppen, schließlich den Ausschlag. Nicht in der Lage zurückzuweichen, da von drei Seiten vom Fluss umgeben, führten die Deutschen und Schweizer den Kampf weiter, bis sie niedergemacht wurden. Alle Befehlshaber der Yorkisten, Lincoln, FitzGerald, Boughton und Schwartz, fielen im Kampf. Nur Lovell entfloh und starb in seinem Haus. Simnel wurde gefangen genommen, später jedoch begnadigt.

## Auswirkungen der Schlacht
Mit dem Tod Lincolns endeten das Haus York und auch die Rosenkriege. Auch danach traten hin und wieder „falsche Prinzen“ auf, die jedoch die Herrschaft Heinrichs nicht mehr ernsthaft gefährden konnten.